# Heinz-Theo Horst
Heinz-Theo Horst (* 26. November 1947 in Brühl) ist ein ehemaliger deutscher Fußballspieler. 

## Karriere
Horst wuchs im Hürther Stadtteil Fischenich auf und spielte auch in der Jugend des örtlichen Klubs VfR Fischenich. 17-jährig schloss sich der zumeist als Mittelstürmer oder Rechtsaußen aufgebotene Horst dem Efferener BC an und legte am Städtischen Gymnasium Brühl sein Abitur ab. In der Folge begann er ein Sport- und Biologiestudium an der Kölner Sporthochschule und wurde nach einer Saison beim SC Brühl 06/45 1969 von Karl-Heinz Schäfer zur Amateurmannschaft des 1. FC Köln geholt. Mit dem Universitätsteam gewann er 1972 die deutsche Hochschulmeisterschaft und nahm mit der Studentennationalmannschaft an der Europameisterschaft in Rumänien teil (Aus im Viertelfinale gegen die Sowjetunion). In den folgenden Jahren zeichnete sich der Mittelrheinauswahlspieler als regelmäßiger Torschütze für die Kölner Amateurmannschaft aus. 
Von Kölns Cheftrainer des Profiteams, Zlatko Čajkovski, wurde er zur Saison 1974/75 zum „Amateur mit Lizenzspielerberechtigung“ befördert. Am 4. Spieltag der Saison 1974/75 wurde Horst in der Bundesligapartie gegen den FC Bayern München (Endstand 3:6) in der 79. Minute für Heinz Flohe eingewechselt; sein einziger Bundesligaauftritt für den 1. FC Köln. Ebenfalls 1974 machte er seinen Fußballlehrerschein unter Gero Bisanz. Mit den Kölner Amateurelf trat er im DFB-Pokal 1975/76 nochmals überregional in Erscheinung, in der ersten Runde verloren die Amateure beim späteren Pokalsieger Hamburger SV mit 0:4. 
1976 verließ er den 1. FC Köln wieder und spielte die folgenden Jahre auf lokaler Ebene für Schwarz-Gelb Glessen und den SC Brühl 06/45, bei letzterem Klub war er später auch jahrelang als Trainer tätig. Im Auftrag der FIFA bildete Horst 1978 40 Trainer im Fürstentum Liechtenstein aus. Horst, der als AH-Spieler dem 1. FC Köln verbunden blieb, führt seit 1991 zusammen mit seiner Frau das Restaurant Berrenrather Hof in Köln-Sülz.